# Želenice (ort i Tjeckien, Ústí nad Labem)
Želenice är en ort i Tjeckien.   Den ligger i regionen Ústí nad Labem, i den nordvästra delen av landet, 70 km nordväst om huvudstaden Prag. Želenice ligger 211 meter över havet och antalet invånare är 427.
Terrängen runt Želenice är kuperad österut, men västerut är den platt.Runt Želenice är det ganska glesbefolkat, med 22 invånare per kvadratkilometer. Närmaste större samhälle är Most, 6,9 km väster om Želenice. Trakten runt Želenice består till största delen av jordbruksmark.